# Staňkovice, Louny
Staňkovice là một làng thuộc huyện Louny, vùng Ústecký, Cộng hòa Séc.